# ナトロン
ナトロン（natron）は、炭酸ナトリウム10水和物（Na2CO3·10H2O）と約17%の炭酸水素ナトリウム（NaHCO3、重曹とも）を主成分とする、天然に産出する鉱物である。通常、これに少量の塩（岩塩、塩化ナトリウム）や硫酸ナトリウムが混じっている。ナトロンは純度が高ければ色がないので白く見えるが、不純物が含まれていると、灰色や黄色を呈する。ナトロン鉱床は塩湖が乾燥によって干上がったところにできる。歴史上、古くから様々な用途に使用されてきており、今もその鉱物成分は広く利用されている。
現在の鉱物学では、ナトロンは炭酸ナトリウム10水和物のみを指すことが多い。

## 語源
ナトロンの語源は古代エジプト語の 
| R9 · D21 |

netjeri であり、そこからギリシア語の νιτρων (nitron) となり、各地の言語に広まった。英語やフランス語では natron、スペイン語では natrón、アラビア語では نطرون (natrun) となっている。ナトリウムという元素名もナトロンから派生した現代ラテン語である。

## 古代における重要性

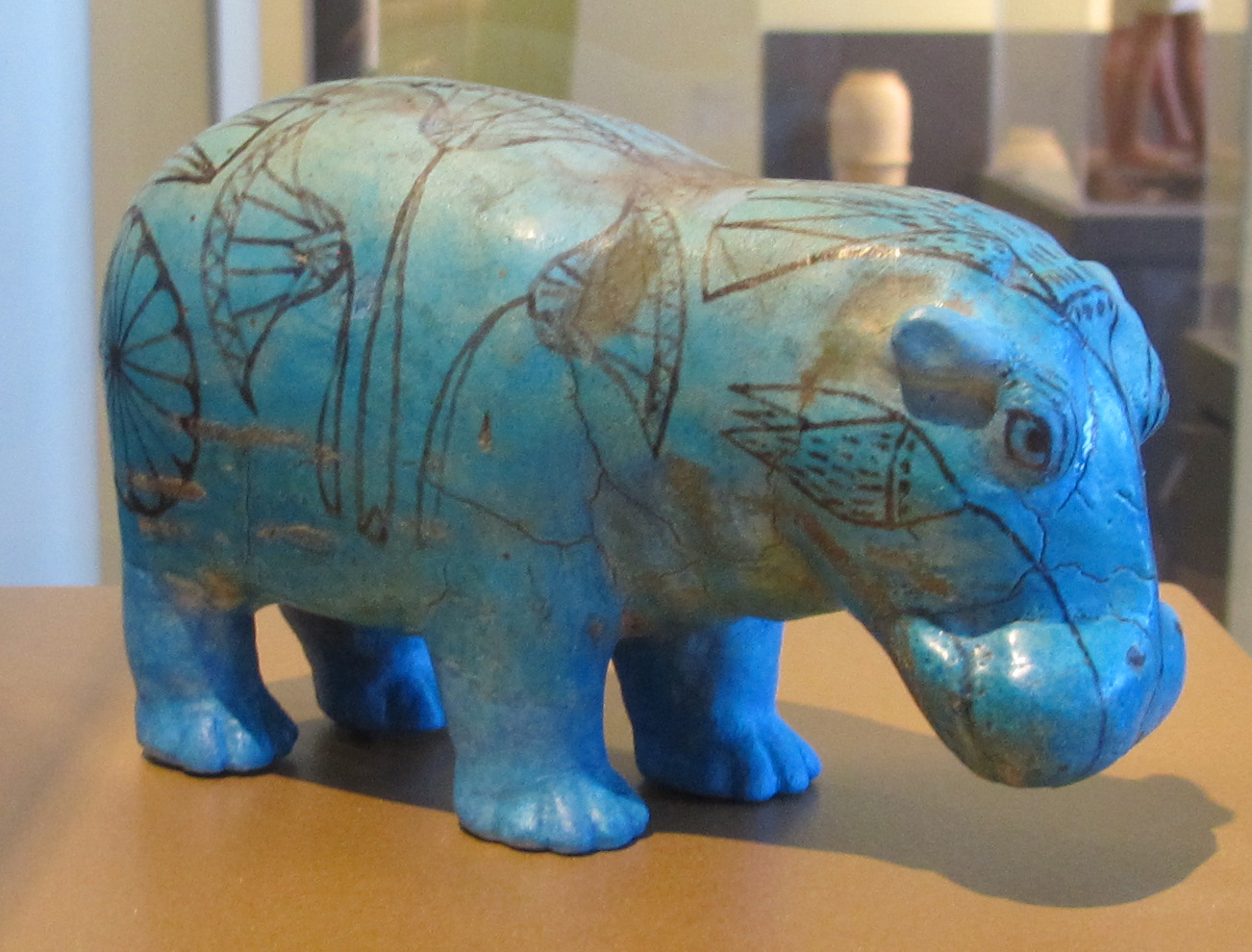
エジプト中王国 のカバの置物

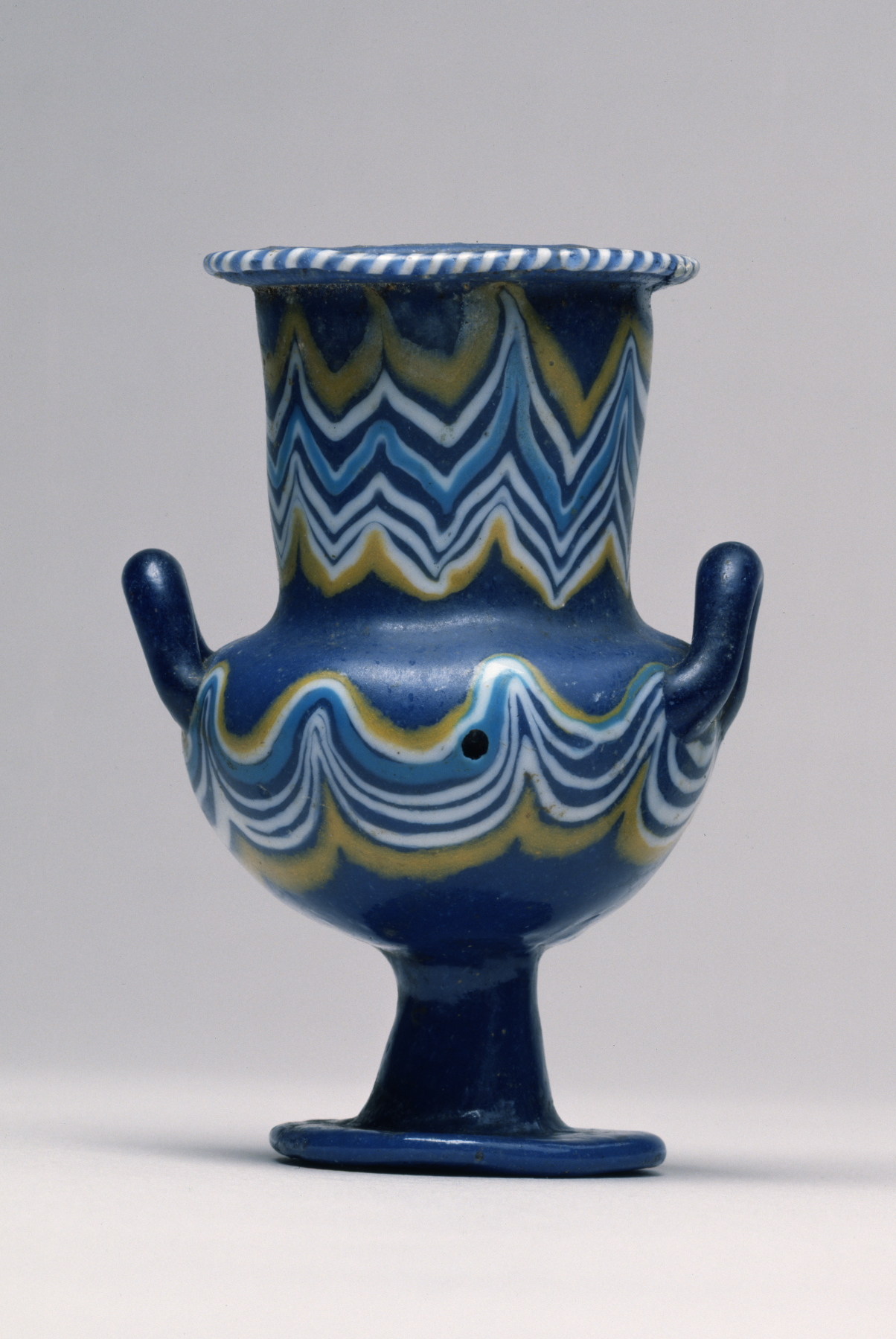
エジプト新王国の陶器の原料にも使われた

古代エジプトでは、干上がった塩湖の湖底から塩の混合物を採掘してナトロンを得ており、数千年に渡って石鹸や洗剤のような用途に使ってきた。油と混ぜることで原始的な石鹸になる。水の硬度を低くしたり、油分を除去するのにも使われた。そのままの形で原始的な歯磨き粉や洗口液としても使われた。またナトロンの成分を使って消毒薬を作り、外傷に使っていた。また、魚や肉の防腐剤としても使っていた。他にも殺虫剤として使ったり、革作りに使ったり、衣類の漂白にも使った。
ナトロンは水を吸収するため乾燥剤としても使えることから、古代エジプトでのミイラ作りにも使われた。さらに、大気中の湿気にさらされるとナトロンの中の炭酸塩が反応してpH値が上がるため、菌が繁殖しにくくなる。いくつかの文化では、ナトロンが生者と死者両方の霊的安全性を高めると考えられていた。ナトロンをひまし油に混ぜると、燃やしたときに煙が出なくなるため、古代エジプト人は墓の中に壁画を描いたり彫刻したりする際の灯りの燃料として使っていた。
ナトロンはエジプシャンブルーという色の顔料を作る際の原料の1つである。これを砂や石灰と混ぜ、少なくとも紀元640年ごろまでローマ人などが陶器やガラスの製造に使っていた。また、融剤として貴金属細工にも使っていた。

### 利用の減退
ナトロンの用途の多くは、よく似たナトリウム化合物や鉱物で代替されるようになっていった。ナトロンの洗剤的な特性は炭酸ナトリウムによるものであり、現在では精製された炭酸ナトリウム（ソーダ灰）が他の成分と共に使われている。また、ガラス製造におけるナトロンの役割もソーダ灰が代替していった。ナトロンのもう1つの主成分である炭酸水素ナトリウムも精製されて、ナトロンの用途を代替するようになった。

## 炭酸ナトリウム水和物の化学
ナトロンは炭酸ナトリウム10水和物 (Na2CO3·10H2O) の鉱物学的名称でもあり、それは歴史的意味でのナトロンの主成分でもある。炭酸ナトリウム10水和物の比重は1.42から1.47で、モース硬度は1である。単斜晶系の結晶構造を持つ。
炭酸ナトリウム水和物という用語は、一般に1水和物 (Na2CO3·H2O)、10水和物、7水和物 (Na2CO3·7H2O) などを含むが、産業用語としては10水和物のみを指す。7水和物と10水和物は、乾燥した空気中では風解し（水分を失い）、部分的に1水和物のテルモナトライト Na2CO3·H2O に変化する。

### ソーダ灰の原料として
炭酸ナトリウム10水和物は、常温で安定しているが、32 °C (90 °F) 以上になると炭酸ナトリウム7水和物 Na2CO3·7H2O に再結晶化し、37 °C (99 °F)-38 °C (100 °F) 以上になると炭酸ナトリウム1水和物 Na2CO3·H2O に再結晶化する。鉱物としてのナトロンは、テルモナトライト、ナーコライト、トロナ、岩塩、芒硝、ゲイリュサック石、石膏、方解石などとともに産することが多い。工業的に生産される炭酸ナトリウムの多くはソーダ灰、すなわち炭酸ナトリウム無水物 Na2CO3 であり、炭酸水素ナトリウムや炭酸ナトリウム1水和物やトロナを150℃から200℃で煆焼することで得られる。

## 地質学的な形成過程
地質学的には、鉱物としてのナトロンや歴史的な意味でのナトロンは蒸発岩として形成される。すなわち炭酸ナトリウムを多く含む塩湖が干上がる際に結晶化してできる。炭酸ナトリウムは、強アルカリ性でナトリウムが豊富な塩水が大気中の二酸化炭素を吸収することで生成され、次の化学反応式で表される。
{\displaystyle {\ce {NaOH(aq)\ + CO2 -> NaHCO3(aq)}}}
{\displaystyle {\ce {NaHCO3(aq)\ + NaOH(aq) -> Na2CO3(aq)\ + H2O}}}
炭酸ナトリウム10水和物の純粋な鉱床は珍しい。これは、この化合物が安定している温度の範囲が狭いことと、二酸化炭素の吸収によって炭酸水素塩と炭酸塩の混合水溶液が生み出されるのが普通だからである。この混合水溶液から鉱物のナトロン（および歴史的意味でのナトロン）が形成されるのは、その塩水が干上がっていく際の水温が最高でも 20 °C (68 °F) 程度以下の場合である。塩湖のアルカリ性が非常に強ければ（上の化学反応式からわかるように）炭酸水素塩がほとんど残らないため、30 °C (86 °F) ぐらいまで水温が上がってもナトロンを形成できる。多くの場合、鉱物としてのナトロンはある程度のナーコライト（炭酸水素ナトリウム）と共に形成され、結果として歴史的な意味でのナトロンのような混合物となる。さもなくば、トロナ、テルモナトライト、ナーコライトといった鉱物が一般に形成される。塩湖が干上がる現象は長い時間をかけて進行するため、途中で再び水がたまって塩の鉱床が溶けてまた干上がって結晶化するといったことを繰り返すことがあり、炭酸ナトリウムを含む鉱床は上述した様々な鉱物が層をなした形で形成されることがある。
次の一覧は、ナトロンや類似した炭酸ナトリウム水和物を含む鉱物の主な産地である。
- アフリカ
  - チャド: チャド湖畔
  - エジプト: Wadi El Natrun
  - エチオピア: ショワ地域(en)
- ヨーロッパ
  - ハンガリー: バーチ・キシュクン県、サボルチ・サトマール・ベレグ県
  - イタリア: カンパニア州、ナポリ県、ヴェスヴィオ火山
  - ロシア: コラ半島、ヒビヌイ山脈
  - イングランド: コーンウォール、セントジャスト(en)、ボタラック(en)-ペンディーン(en)一帯
- カナダ
  - ケベック州: モンテレジー地域ルイヴィル(en)とモン＝サン＝ティレール(en)
  - ブリティッシュコロンビア州内陸部
- アメリカ合衆国
  - カリフォルニア州: インヨー郡
  - ネバダ州: チャーチル郡 ソーダ湖(en)、ハンボルト郡、ミネラル郡
  - オレゴン州: レイク郡
  - ペンシルベニア州: ナトロナ (en)
  - ワシントン州: オウカノガン郡